# Германобалтийская народная партия
Германобалтийская народная партия (нем. Deutsch-baltische Volkspartei, сокр. DbVP) — политическая партия немецко-балтийского меньшинства в Латвии, существовавшая с 1920 по 1934 год.

## История
Партия была основана в начале 1920 года перед выборами в Учредительное собрание. Она представляла интересы бывших немецких землевладельцев, то есть дворянства. DbVP была представлена в Народном совете Латвии, Учредительном собрании и во всех избранных Сеймах до 1934 года. В Сейме партия входила во фракцию германо-балтийских партий. Среди наиболее видных его членов были Вильгельм фон Фиркс, Вольдемар Пузуль и другие. После государственного переворота Карла Ульманиса партия была вынуждена прекратить существование.